# ثروة الأمم
بحث في طبيعة وأسباب ثروة الأمم والمعروف بـ ثروة الأمم (بالإنجليزية: An Inquiry into the Nature and Causes of the Wealth of Nations)‏ هو أهم مؤلفات الاقتصادي الأسكتلندي آدم سميث، تم نشره عام 1776 في بداية فترة الثورة الصناعية ويعتبر أحد معالم تطور الفكر الاقتصادي.
نادى بالرأسمالية فرفض تدخل الحكومة في الاقتصاد، ونادى بوجوب تركه لقوى العرض والطلب.

## القيمة الإستعمالية والقيمة التبادلية
يجب أن نلاحظ، كما ينبهنا آدم سميث (1723 ـ 1790) وهو الأب المؤسس الحقيقي للاقتصاد الكلاسيكي، إلى أن للفظ «قيمة» معنيان مختلفان: فهي تعني أحيانا «منفعة شيء خاص»؛ أي قيمته الاستعمالية، وأحيانا تعني «القدرة التي توفرها حيازة هذا الشيء لشراء بضائع أخرى»، أي قيمته التبادلية (آدم سميث، أبحاث في طبيعة وأسباب ثروة الأمم، 1776).
إن الأشياء التي لها أكبر قيمة استعمالية ليس لها في الغالب إلا قيمة تبادلية نسبية أو ليست لها هذه القيمة إطلاقا، والعكس بالعكس؛ فليس هناك ما هو أكثر نفعا من الماء، غير أننا لا نستطيع أن نشتري به أي شيء. أما اللؤلؤة بالعكس من ذلك، فليس لها تقريبا أية قيمة استعمالية، لكننا نستطيع مبادلتها بكمية كبيرة من البضائع.

## المصلحة الفردية
المصلحة الفردية هي الهدف الوحيد من المبادلات حسب الاقتصاديين الكلاسيكيين
«في كل الأنواع الحية تقريبا» كما يشير إلى ذلك آدم سميث «إذا بلغ أي كائن كمال تطوره يغدو مستقلا تمام الاستقلال، وكلما ظل على حالته الطبيعية، فإنه يستطيع الاستغناء عن مساعدة كل المخلوقات الحية. لكن الإنسان في حاجة دائمة تقريبا لمساعدة بني جنسه، وهو يتوقع منهم ذلك بدون جدوى انطلاقا من اهتماماتهم وحدها، إلا أنه سيكون متأكدا من النجاح لو أنه حرك فيهم مصالحهم الشخصية وأقنعهم أن مصلحتهم الخاصة تتطلب منهم أن يعملوا ما ينتظره منهم» (سميث، أبحاث حول طبيعة وأسباب ثروة الأمم 2 ـ 1776).

## الإنسان بوصفه إنسانا اقتصاديا
إن من يقترح على شخص آخر صفقة ما يخاطبه عموما بالعبارات التالية: «أعطني ما أحتاج، وستحصل مني، بالمقابل، على ما تحتاج». إننا إذن، كما يستنتج ذلك سميث «لا ننتظر من الجزار أو بائع الجعة أو الخباز أن يوفر لنا عشاءنا بفعل الاهتمام بنا وحده، بل بفعل الفائدة التي يجلبها توفير هذا العشاء لمصالحهم، إننا لا نتوجه بالخطاب لإنسانيتهم وإنما لأنانيتهم» (نفس المرجع السابق).
ومن هذا المعتقد الذي يوجد بشكل طبيعي لدى كل واحد منا وفقه استعداد للتبادل مع أمثاله ينبع التعريف «الليبرالي» للإنسان باعتباره إنسانا اقتصاديا Homo-économicus.

## تفصيل الكتاب
وعنوانه الأصلي باللغة الإنجليزية «An Inquiry into The Nature and Causes of The Wealth of Nations» يعتبر هذا الكتاب هو العمل الأكثر شهرة لأدم سميث Adam Smith والذي تم نشره في التاسع من مارس عام 1776. هذا الكتاب بمثابة أول كتاب حديث يتمحور حول الأقتصاد.
وفي هذا الكتاب يعرض سميث تحليلا عن مناطق الرخاء في العالم مثل إنكلترا وهولندا. كما أنه أدخل تعديلات في نظريات الاقتصاد التي تدور حول تقسيم العمل والسوق والعملة وطبيعة الثروات وأسعار أسواق العمل والمرتبات والأرباح وتراكم روؤس العمل.
وبالإضافة إلى ذلك قام سميث بعمل بحث دقيق حول الأنظمة الاقتصادية السياسية المختلفة وبالتحديد الأنظمة التجارية والفيزيوقراطية «المذهب الطبيعى في علم الاقتصاد»، كما قام سميث بتطوير فكرة النظام الطبيعى في علم الاقتصاد.
يعتبر«نظام الحرية الطبيعية» كما أطلق عليها سميث هو نتيجة الممارسة الحرة للمصالح الفردية والتي من دون قصد تعود بالمنافع على المجتمع بصفة عامة حيث تساهم في حل المشكلات واشباع حاجات المجتمع وذلك عبر مؤسسة حرة ومنافسة حرة وتجارة حرة.
في يومنا هذا يعتبر[ ثروات الأمم] من أهم الأعمال في النظام الاقتصادي والذي يعالج الوثيقة التي يقوم عليها الاقتصاد الكلاسيكى والحرية الأقتصادية وقد علق على الكتاب أمارتيا سن «Amartya Sen» قائلا «ذا الكتاب هو العمل الأعظم والأكثر تمركزا حول الحياة الاقتصادية».

### السياق
بدأ أدم سميث في تأليف كتابه عام 1764 بينما كان يعمل كمعلم خاص لشاب يدعى «Duque de Buccleugh» وكان سميث يتلقى مقابل هذا العمل أجرا وفيرا مع نفقة ممتدة طوال حياته. اثناء قيام سميث بجولة حول أوروبا والتي تعرف بـ«Grand tour» دعاه رئيس الدير «Seignelay Colbert» لقضاء ثمانية عشر شهرًا في المدينة الفرنسية تالوس وكان سميث يتحدث الفرنسية قليلا. واثناء فترة إقامته في تالوس أصيب بالملل لأنه لم يقابل أغلبية الكتاب والفلاسفة الذين كان يتوقع مقابلتهم هناك ولهذا السبب أعلن في رسالة لصديقه «ديفيد هيوم» أنه قد شرع في تأليف كتاب كوسيله لإثراء وقته.
وكان سميث قد بدأ في مشروع هذا الكتاب منذ أن كان معلما للأقتصاد السياسي ولفروع أخرى في الجامعة البريطانية جلاسجو «جامعة غلاسكو» وقد لوح عن هذا المشروع في خاتمة كتابه الأول الذي يدعي نظرية المشاعر: المشاعر الأخلاقية والذي يدور حول تعريف الفلسفة الأخلاقية.
في أواخر عام 1764 حظى سميث بالسفر لمقاطعة منبلييه لحضور اجتماع ولايات لانغيدوك وهي المنطقة الأكثر تحررا في فرنسا في عهد النظام القديم وهناك تمكن سميث من أن يتم تبنى فكرة التجارة الحرة منذ جذورها والتي قدم لها دلائل في كتابه. كما أنه قام بزيارة إلى سويسرا وهناك ألتقى بفولتير وبعدها سافر إلى باريس حيث قام صديقه الفليسوف ديفيد هيوم بتفديمه في أهم الصالونات مما أتاح له الفرصة لمناقشة الفيزيوقراطيان فرنسوا كيناي وTurgot واللذان أنعشا أستلهاماته كما أنه قام بمقابلة بنجامين فرانكلين ودنيس ديدرو وجان لو رون دالمبير وإيتين بونوت دي كوندياك وNeckler وكان على اتصال بهم لسنوات طوال.
بعد عودته إلى انكلترا في عام 1766 كان سميث قد حاز على إرث عظيم كاف للبدء في إثراء كتابه الجديد. وبعد قضاء عدة أشهر في لندن عاد إلى مدينته Kirkcaldy.

### تأليف الكتاب
آلية تأليف الكتاب كانت تسير ببطءٍ نظرًا لعدة أسباب منها المشاكل الصحية التي مر بها سميث وكان ديفيد هيوم قد فقد صبره ولهذا في نوفمبر عام 1772 حثه على أن ينتهي من تأليف الكتاب قبل حلول الخريف. وفي 1773 انتقل للندن حتى ينهى كتابة النسخة اليدوية ويبحث عن ناشر وكان لا يزال المتبقي من الزمن على نشر الكتاب ثلاث سنوات فكان يوم النشر هو التاسع من مارس 1776. كان سميث يود أن يهدي الكتاب لفرنسوا كيناي ولكن موت الأخير حال دون حدوث ذلك.

## روابط خارجية
- ثروة الأمم على موقع الموسوعة البريطانية (الإنجليزية)